# Open de Gdynia de snooker 2012
L'Open de Gdynia 2012 est un tournoi de snooker classé mineur, qui s'est déroulé du 5 au 7 octobre 2012 à la Sport Arena de Gdynia, en Pologne. Les qualifications et les deux premiers tours se sont tenus à la World Snooker Academy de Sheffield du 16 au 18 août 2012.

## Déroulement
Il s'agit de la septième épreuve du championnat européen des joueurs, une série de tournois disputés en Europe (10 épreuves) et en Asie (3 épreuves), lors desquels les joueurs doivent accumuler des points afin de se qualifier pour la grande finale à Galway.
L'événement compte un total de 143 participants, dont 128 ont atteint le tableau final. Le vainqueur remporte une prime de 12 000 €.
Le tournoi est remporté par Neil Robertson devant Jamie Burnett 4 manches à 3 en finale, l'Écossais ayant rattrapé son retard de 3 manches. Robertson continue ses excellentes performances en Pologne, lui qui s'était déjà adjugé le Classique de Varsovie en 2011.

## Dotation
La répartition des prix est la suivante :
- Vainqueur : 12 000 €
- Finaliste : 6 000 €
- Demi-finaliste : 3 000 €
- Quart de finaliste : 2 000 €
- 8èmes de finale : 1 250 €
- 16èmes de finale : 750 €
- Deuxième tour : 500 €
- Dotation totale : 70 000 €

## Phases finales
|  | Quarts de finale au meilleur des 7 manches | Quarts de finale au meilleur des 7 manches | Quarts de finale au meilleur des 7 manches |               |                 | Demi-finales au meilleur des 7 manches | Demi-finales au meilleur des 7 manches | Demi-finales au meilleur des 7 manches |  |  | Finale au meilleur des 7 manches | Finale au meilleur des 7 manches | Finale au meilleur des 7 manches |
|  |                                            |                                            |                                            |               |                 |                                        |                                        |                                        |  |  |                                  |                                  |                                  |
|  |                                            | Stephen Maguire                            | 4                                          |               |                 |                                        |                                        |                                        |  |  |                                  |                                  |                                  |
|  |                                            | Jimmy White                                | 1                                          |               |                 |                                        |                                        |                                        |  |  |                                  |                                  |                                  |
|  |                                            | Jimmy White                                | 1                                          |               | Stephen Maguire | 2                                      |                                        |                                        |  |  |                                  |                                  |                                  |
|  |                                            |                                            |                                            |               | Stephen Maguire | 2                                      |                                        |                                        |  |  |                                  |                                  |                                  |
|  |                                            |                                            | Neil Robertson                             | 4             |                 |                                        |                                        |                                        |  |  |                                  |                                  |                                  |
|  |                                            | Tian Pengfei                               | Neil Robertson                             | 4             | 0               |                                        |                                        |                                        |  |  |                                  |                                  |                                  |
|  |                                            | Tian Pengfei                               |                                            |               | 0               |                                        |                                        |                                        |  |  |                                  |                                  |                                  |
|  |                                            | Neil Robertson                             | 4                                          |               |                 |                                        |                                        |                                        |  |  |                                  |                                  |                                  |
|  |                                            |                                            |                                            |               |                 |                                        |                                        |                                        |  |  |                                  | Neil Robertson                   | 4                                |
|  |                                            |                                            |                                            | Jamie Burnett | 3               |                                        |                                        |                                        |  |  |                                  |                                  |                                  |
|  |                                            | Michael Holt                               | 4                                          |               |                 |                                        |                                        |                                        |  |  |                                  |                                  |                                  |
|  |                                            | Ding Junhui                                | 2                                          |               |                 |                                        |                                        |                                        |  |  |                                  |                                  |                                  |
|  |                                            | Ding Junhui                                | 2                                          |               | Michael Holt    | 0                                      |                                        |                                        |  |  |                                  |                                  |                                  |
|  |                                            |                                            |                                            |               | Michael Holt    | 0                                      |                                        |                                        |  |  |                                  |                                  |                                  |
|  |                                            |                                            | Jamie Burnett                              | 4             |                 |                                        |                                        |                                        |  |  |                                  |                                  |                                  |
|  |                                            | Jamie Burnett                              | Jamie Burnett                              | 4             | 4               |                                        |                                        |                                        |  |  |                                  |                                  |                                  |
|  |                                            | Jamie Burnett                              |                                            |               | 4               |                                        |                                        |                                        |  |  |                                  |                                  |                                  |
|  |                                            | Kurt Maflin                                | 3                                          |               |                 |                                        |                                        |                                        |  |  |                                  |                                  |                                  |

## Finale
| Finale au meilleur des 7 manches Arbitre : Nico De Vos |                          |                      |
| Neil Robertson Australie                               | 4 - 3 ( - )              | Jamie Burnett Écosse |
| 1 118                                                  | Centuries Meilleur break | 0 64                 |
| Neil Robertson remporte l'Open de Gdynia 2012          |                          |                      |